# Antequera acertella
Antequera acertella är en fjärilsart som beskrevs av August Busck 1913. Antequera acertella ingår i släktet Antequera och familjen fransmalar. Inga underarter finns listade i Catalogue of Life.